# Catapodium rigidum
Catapodium rigidum là một loài thực vật có hoa trong họ Hòa thảo. Loài này được (L.) C.E.Hubb. mô tả khoa học đầu tiên năm 1953.

## Hình ảnh

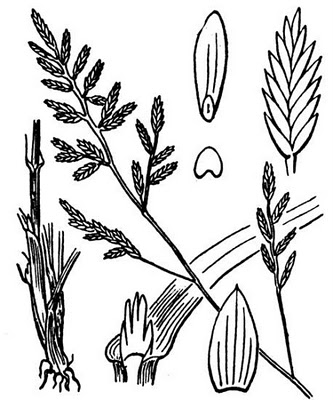
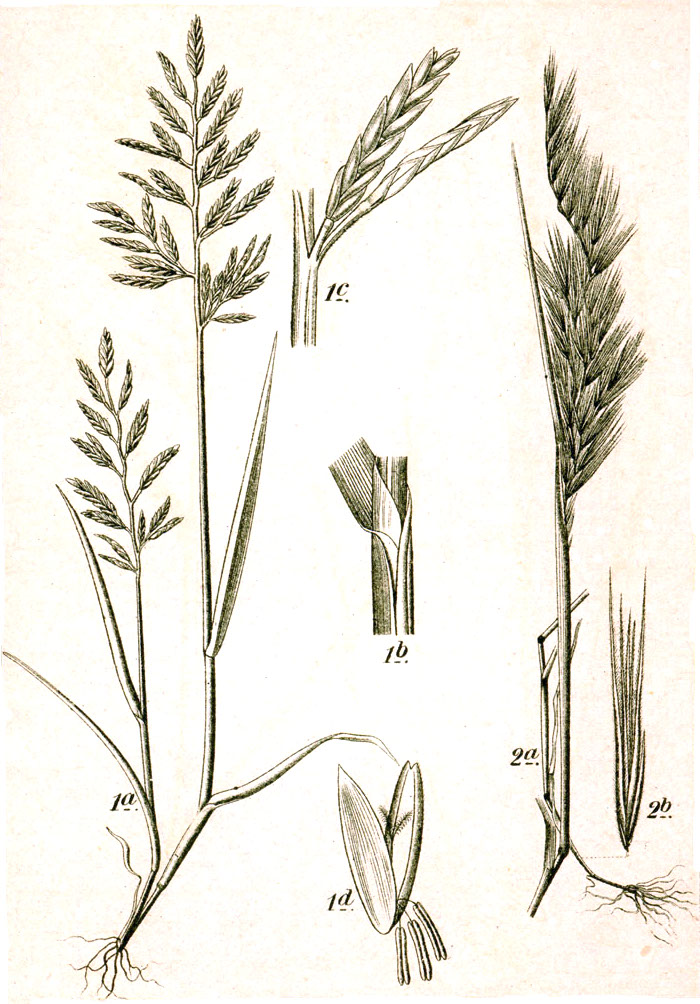